# سیلویا مونتاناری
سیلویا مونتاناری (اسپانیایی: Silvia Montanari‎؛ ۱۴ ژانویه ۱۹۴۳ – ۲۶ اکتبر ۲۰۱۹) بازیگر اهل آرژانتین بود.
از فیلم‌ها یا مجموعه‌های تلویزیونی که وی در آن‌ها نقش داشته‌است، می‌توان به زنان قاتل و صلیب ماریسا کروسس اشاره نمود.